# Rhyncomya aravaensis
Rhyncomya aravaensis är en tvåvingeart som beskrevs av Knut Rognes 2002. Rhyncomya aravaensis ingår i släktet Rhyncomya och familjen Rhiniidae.
Artens utbredningsområde är Egypten. Inga underarter finns listade i Catalogue of Life.